# Wimbledon 1930
De 50e editie van het Britse grandslamtoernooi, Wimbledon 1930, werd gehouden van maandag 23 juni tot en met maandag 7 juli 1930. Voor de vrouwen was het de 43e editie van het Britse graskampioenschap. Het toernooi werd gespeeld bij de All England Lawn Tennis and Croquet Club in de wijk Wimbledon van de Britse hoofdstad Londen.
De Amerikaan Bill Tilden won zijn derde Wimbledontitel. Het was zijn tiende grandslamtitel – Roy Emerson verbeterde dit aantal tijdens het Australisch tenniskampioenschap 1967
De Amerikaanse Helen Wills-Moody verdedigde haar titel met succes.
Op de enige zondag tijdens het toernooi (Middle Sunday) werd traditioneel niet gespeeld. Het toernooi werd uitgespeeld op een maandag.

## Belangrijkste uitslagen
Mannenenkelspel

Finale: Bill Tilden (Verenigde Staten) won van Wilmer Allison (Verenigde Staten) met 6–3, 9–7, 6–4 
Vrouwenenkelspel

Finale: Helen Wills-Moody (Verenigde Staten) won van Elizabeth Ryan (Verenigde Staten) met 6-2, 6-2 
Mannendubbelspel

Finale: Wilmer Allison (Verenigde Staten) en John Van Ryn (Verenigde Staten) wonnen van John Doeg (Verenigde Staten) en George Lott (Verenigde Staten) met 6–3, 6–3, 6–2 
Vrouwendubbelspel

Finale: Helen Wills-Moody (Verenigde Staten) en Elizabeth Ryan (Verenigde Staten) wonnen van Edith Cross (Verenigde Staten) en Sarah Palfrey (Verenigde Staten) met 6–2, 9–7 
Gemengd dubbelspel

Finale: Elizabeth Ryan (Verenigde Staten) en Jack Crawford (Australië) wonnen van Hilde Krahwinkel (Duitsland) en Daniel Prenn (Duitsland) met 6–1, 6–3 
Een juniorentoernooi werd voor het eerst in 1947 gespeeld.